# Latécoère 299
Latécoère 299 – francuski lekki bombowiec z okresu II wojny światowej. Wyprodukowano dwa egzemplarze.

## Historia
Samolot był wersją rozwojową wodnopłatowca Latécoère 298. Postanowiono zmienić podwozie na chowane w locie. Tak uzyskana maszyna miała zastąpić wysłużone dwupłatowce Levasseur PL. 7 oraz Levasseur PL. 101 na lotniskowcu Béarn.
Był to dolnopłat o konstrukcji mieszanej. Wykorzystywał kadłub z wersji 298, przy czym kabinę pilota powiększono o 0,53 m. Samolot otrzymał podwozie chowane w locie. Oprócz tego skrzydła samolotu mogły być składane.
Pierwszy prototyp oblatano 27 lipca 1939 roku. Później samolot przeszedł testy w tunelu aerodynamicznym. Następnie prototyp był testowany i ulepszany w bazie morskiej Biarritz  gdzie 8 października 1939 roku oblatano drugi prototyp.
Testy wypadły pozytywnie. W związku z tym planowano zbudować 25 maszyn które miały zastąpić wysłużone maszyny na lotniskowcu Béarn. Jednakże inwazja Wehrmachtu w czerwcu 1940 roku storpedowała te plany.
Po zajęciu Francji Niemcy dalej prowadzili testy nad samolotem (m.in. próbowali układu tandemu z silnikami o mocy 860 KM Hispano-Suiza 12Y-31 jako wersja 299A – dzięki któremu udało się uzyskać prędkość 468 km/h). 30 kwietnia 1944 roku w wyniku ataku lotniczego wersja 299A została zniszczona.